# Дрозд Дар'я Миколаївна
Дар'я Миколаївна Дрозд (11 квітня 1990, Запоріжжя, Українська РСР, СРСР) — українська волейболістка, центральна блокуюча. Гравець національної збірної.

## Із біографії
З 2013 по 2015 рік захищала кольори запорізької «Орбіти». Тричі поспіль здобувала золоті нагороди чемпіонату України в складі «Хіміка» (Южне). Найкращий гравець першості в сезоні 2017/2018. Влітку 2019 року перейшла до лав новостворенної команди «Прометей» з Кам'янського і відразу була обрана капітаном команди. З 2021 року — гравець клуба «Олімпіада» (Кіпр).
Виступала за національну збірну України. У складі студентської збірної стала бронзовою медалісткою всесвітньої Універсіади 2017 року в Тайвані.

## Клуби
| Роки      | Команди                        |
| --------- | ------------------------------ |
| 2013—2015 | «Орбіта» (Запоріжжя)           |
| 2015—2019 | «Хімік» (Южне)                 |
| 2019—2021 | «Прометей» (Кам'янське)        |
| 2021—     | «Олімпіада Неаполіс» (Нікосія) |

## Досягнення
Чемпіонат України
- Перше місце (5): 2016, 2017, 2018, 2019, 2021

Кубок України
- Перше місце (5): 2016, 2017, 2018, 2019, 2021

Суперкубок України
- Перше місце (4): 2016, 2017, 2018, 2020

Чемпіонат Кіпру
- Перше місце (2): 2023, 2024

Кубок Кіпру
- Перше місце (2): 2023, 2024

## Статистика
Статистика виступів в єврокубках:
| Сезон   | Клуб                    | Турнір         | Ігри | Сети | Очки | Ср.  | Примітки |
| ------- | ----------------------- | -------------- | ---- | ---- | ---- | ---- | -------- |
| 2014/15 | «Орбіта» (Запоріжжя)    | Кубок ЄКВ      | 2    | 10   | 25   | 2,5  |          |
|         | «Орбіта» (Запоріжжя)    | Кубок виклику  | 3    | 9    | 24   | 2,67 |          |
| 2015/16 | «Хімік» (Южне)          | Кубок ЄКВ      | 6    | 23   | 52   | ,    |          |
| 2016/17 | «Хімік» (Южне)          | Ліга чемпіонів | 2    | 10   | 11   | 1,1  |          |
|         | «Хімік» (Южне)          | Кубок ЄКВ      | 3    | 15   | 29   | ,    |          |
| 2017/18 | «Хімік» (Южне)          | Кубок ЄКВ      | 4    | 14   | 32   | ,    |          |
| 2018/19 | «Хімік» (Южне)          | Кубок ЄКВ      | 2    | 8    | 25   | ,    |          |
| 2019/20 | «Прометей» (Кам'янське) | Кубок виклику  | 2    | 6    | 13   | ,    |          |
| 2020/21 | «Прометей» (Кам'янське) | Ліга чемпіонів | 2    | 6    | 11   | ,    |          |
|         | «Прометей» (Кам'янське) | Кубок ЄКВ      | 1    | 4    | 7    | ,    |          |
| 2023/24 | «Олімпіада» (Нікосія)   | Кубок виклику  | 2    | 9    | 21   | 2,33 |          |
| 2024/25 | «Олімпіада» (Нікосія)   | Кубок виклику  | 2    | 9    | 18   | 2    |          |
| Всього  | Всього                  | Всього         | 21   |      |      |      |          |

## Галерея

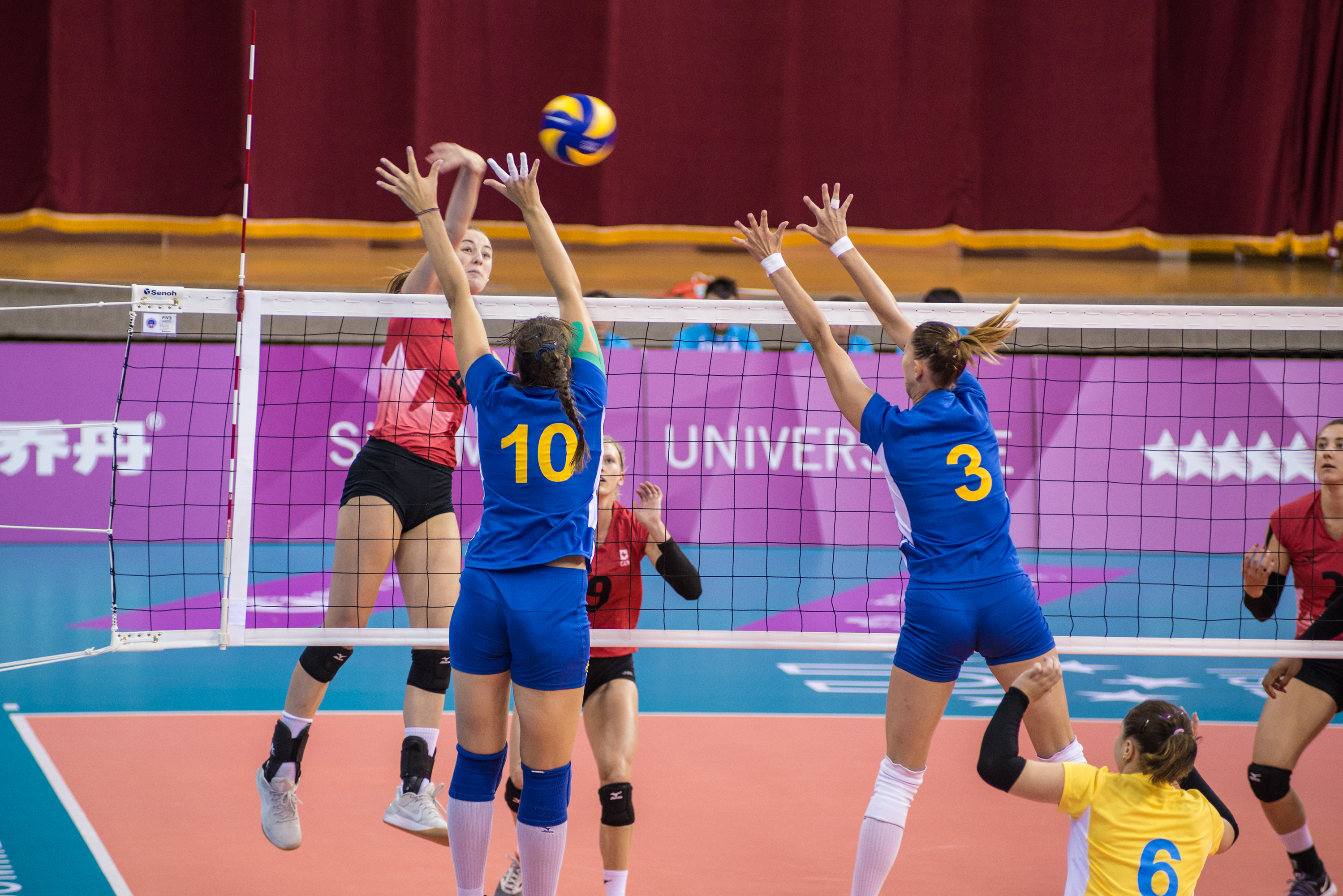
Ганна Кириченко (№ 10), Дар'я Дрозд (№ 3), Кристина Нємцева (№ 6)
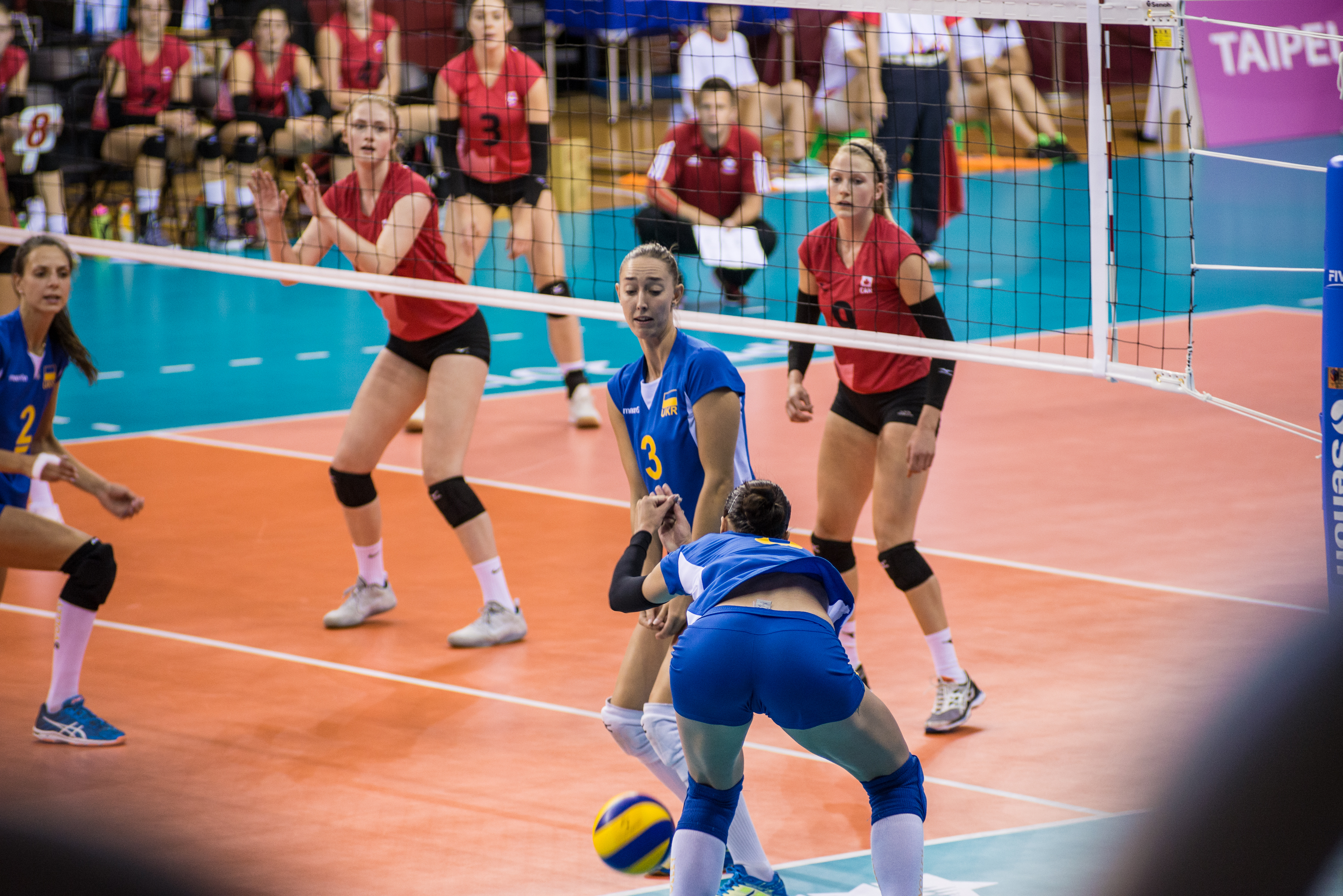
Марина Дегтярьова (№ 2), Дар'я Дрозд (№ 3), Анастасія Крайдуба (№ 8).